# نوکتوراما
نوکتوراما (انگلیسی: Nocturama) فیلمی درام به کارگردانی برتران بونلو محصول سال ۲۰۱۶ است. فیلم ماجرای چند جوان است که در پاریس دست به حملات تروریستی می‌زنند.